# Rosalì
Rosalì, insieme ai quartieri Salìce, Catona e Villa San Giuseppe, fa parte della VIII circoscrizione del comune di Reggio Calabria.
Posto a circa 130 metri s.l.m., Rosalì fu fondato nel tardo medioevo con lo scopo di essere un primo luogo di rifugio fortificato per gli abitanti dei centri costieri (principalmente Catona e  Gallico) durante le scorribande dei pirati saraceni.
Oggi è un centro di produzione agrumaria e vinicola.

## Il toponimo
Potrebbe derivare dall'arabo "Ras'Alì" = "altura di Alì", composto da "Ras" (capo, testa,  in senso geografico ma probabilmente anche sinonimo di altura, elevazione o collina), e "Alì" (un diffuso nome islamico maschile).

L'Altura di Alì dunque sarebbe stata così denominata probabilmente per perpetrare il ricordo di un feroce corsaro saraceno (tale Alì appunto) che avrebbe razziato le sottostanti coste dello Stretto, e che evidentemente riuscì a raggiungere tali contrade collinari, per sfuggire alle controffensive dei reggini o per depredarne i territori.